# جنگل‌های خشک داخلی یوکان
جنگل‌های خشک داخلی یوکان (به انگلیسی: Yukon Interior dry forests) یک منطقهٔ مسکونی و جنگل در کانادا است که در یوکان واقع شده‌است.